# Farid Ahmadi
Farid Ahmadi (* 6. Februar 1988 in Kabul, Afghanistan) ist ein afghanischer Fußballspieler. Der Mittelfeldspieler spielt seit 2005 für den kandaharischen Fußballverein Aryan Kandahar.
2004 nahm er als Teil der U 23-Nationalmannschaft seines Landes bei den 9th South Asian Federation Games in Pakistan teil.